# Casa Llambias
La Casa Llambias, también conocida como la Casa Fernández Llambias, es una casa histórica con origen en el siglo XVIII en época de la Florida española, situada en San Agustín, Florida, Estados Unidos. 
Fue designada Monumento Histórico Nacional el 15 de abril de 1970.  

## Historia
La Casa Llambias se encuentra en el centro de San Agustín y data de la época de la Florida española, fechada en 1763, antes de la ocupación británica. Se trata de una de las casas históricas de San Agustín, al igual que la casa más Antigua, la casa Avero, o la casa Rodríguez-Avero-Sánchez. Presenta la típica estructura de las casas españolas de San Agustín, una construcción en piedra de coquina con una galería y orientación para regular la temperatura. El edificio fue ampliado durante la segunda etapa española, en 1777-78 por Juan Andreu, quien añadió el segundo piso e instaló ventanas en aberturas que anteriormente no estaban acristaladas. De esta época data también el balcón de madera.
La casa fue adquirida por Catalinas Llambias en 1854, en cuya familia permaneció hasta 1919. Fue cedido a la ciudad en 1954, momento en el que fue objeto de una importante restauración.
La casa ahora está administrada por la Sociedad Histórica de San Agustín y tiene uso para la celebración de eventos culturales y sociales.

## Descripción
Es una estructura de dos pisos, construida principalmente con piedra caliza coquina enlucida y cubierta por un techo abuhardillado a cuatro aguas. La fachada que da a la calle tiene dos ventanas en la planta baja y un balcón con marco de madera en el segundo piso, con entradas ubicadas simétricamente en el centro flanqueadas por ventanas en el exterior. La propiedad incluye una cocina ubicada en un edificio anexo, que también está construida de coquina. 